# West Virginia (Schiff, 1923)
Die USS West Virginia war ein Schlachtschiff der US Navy und das vierte Schiff der Colorado-Klasse (alternativ auch Maryland-Klasse nach dem ersten fertigen Schiff). Sie wurde 1923 in Dienst gestellt und sank beim japanischen Angriff auf Pearl Harbor am 7. Dezember 1941. Die West Virginia  wurde anschließend wieder gehoben und wiederhergestellt. Sie nahm bis Kriegsende an den Kampfhandlungen im Pazifik teil.

## Colorado-Klasse
Die Schiffe der Colorado-Klasse waren fast vollkommen identische Weiterentwicklungen der Tennessee-Klasse, der einzige Unterschied bestand jedoch darin, dass das Hauptgeschützkaliber von 14 Zoll auf 16 Zoll gesteigert wurde, jedoch konnte man bei der Schiffsgröße nur acht Rohre der schweren Artillerie unterbringen, die Tennessee-Klasse hatte dagegen zwölf Rohre des kleineren Kalibers an Bord. Man befand sich im Zugzwang, da die japanische Marine bei den neuen Schlachtschiffen der Nagato-Klasse dieses Kaliber schon eingeführt hatte und man nicht den Nachteil der Kaliberunterlegenheit gegen einen zu erwartenden Gegner in Kauf nehmen wollte. Der Vorteil der Kalibersteigerung lag in der Reichweite und Durchschlagskraft, die Nachteile waren eine reduzierte Feuergeschwindigkeit und die Senkung der Anzahl der Rohre des Hauptkalibers. Schon bei der Planung der Schiffe wurde heftig um diese Punkte diskutiert. Heutzutage ist man der Ansicht, dass die Tennessee-Klasse weder besser noch schlechter als die Colorado-Klasse war.
Durch das Washingtoner Flottenabkommen, das eine feste Größe der Schlachtflotten festlegte, musste die US Navy auf eines der Schiffe der Colorado-Klasse verzichten. Da die ersten beiden Schiffe schon fertig waren, wurde das Schwesterschiff Washington aufgegeben und später als Zielschiff versenkt. Der Bau der West Virginia, die sich etwa im gleichen Bauabschnitt befand wie ihr Schwesterschiff Washington, wurde hingegen fertiggestellt. Somit war die West Virginia das modernste Schlachtschiff der amerikanischen Marine bis zu Beginn des Zweiten Weltkriegs, da keine weiteren Schlachtschiffe in dieser Zeit mehr gebaut wurden.
Die Schiffe der Colorado-Klasse waren sehr schwer gepanzert und verfügten über die neuesten Entwicklungsstufen des Kriegsschiffbaus, so dass sie gegen Torpedo- und Minentreffer einen besseren Schutz besaßen als vergleichbare ältere Schlachtschiffe. Ihr größter Nachteil war die geringe Geschwindigkeit von knapp 22 Knoten, mit der sie gegenüber ausländischer Konkurrenz nicht mithalten konnten, da neuere Schlachtschiffe (und noch vorhandene Schlachtkreuzer) um die 30 Knoten Geschwindigkeit laufen konnten.

## Geschichte

### Von der Indienststellung bis zum Krieg

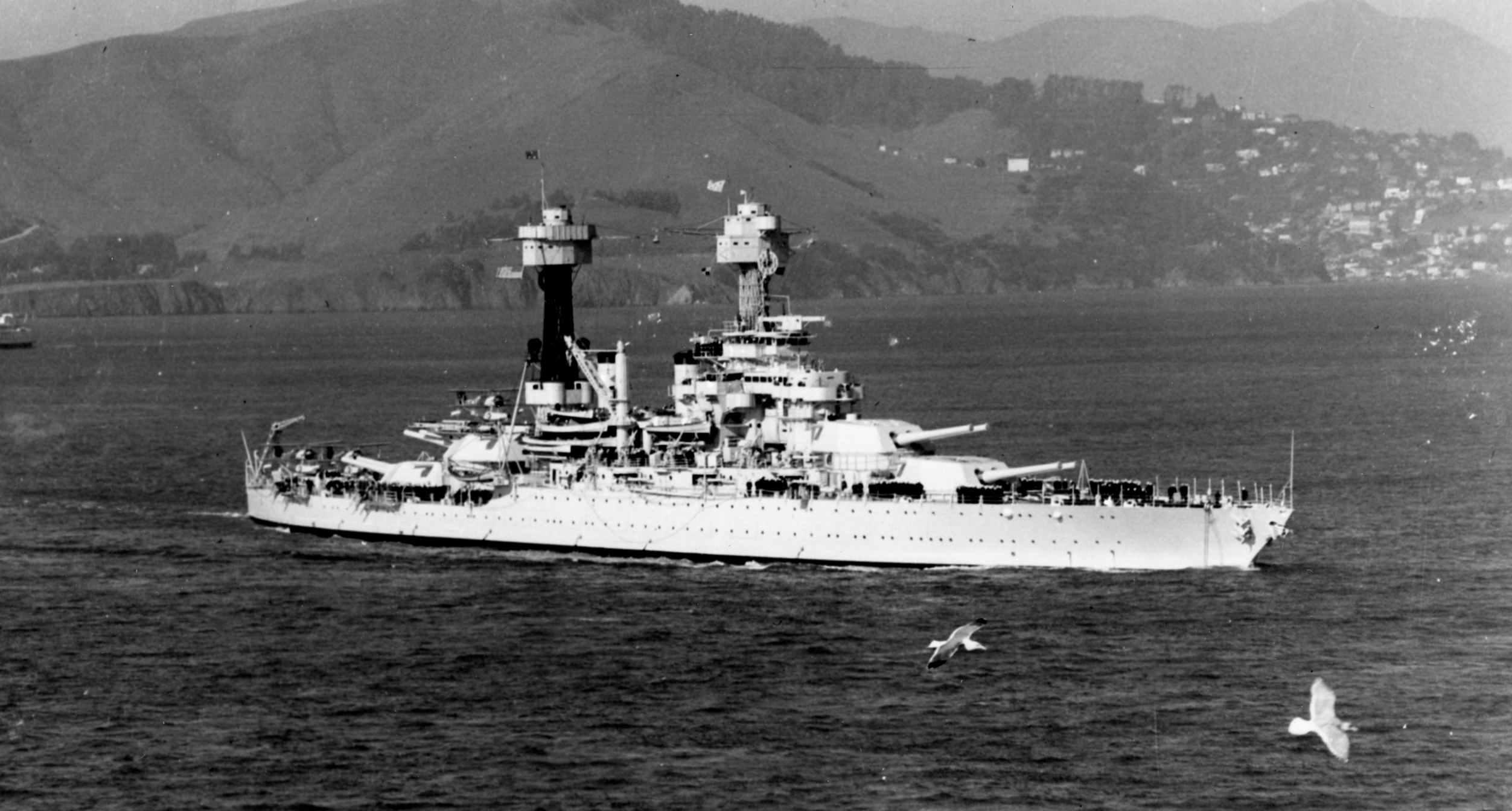
West Virginia im Originalzustand

Der Bau der West Virginia wurde bereits 1916 beschlossen, aber durch den Ersten Weltkrieg bedingt erst danach begonnen, da im Krieg mehr Schiffe zur Abwehr deutscher U-Boote benötigt wurden und bei ihrer langen Bauzeit eine Fertigstellung vor Beendigung des Krieges als irreal verworfen wurde.
Das Schiff wurde auf der New York Navy Yard gebaut, der Kiel wurde am 12. April 1920 gelegt. Der Stapellauf folgte am 17. November 1921 und am 1. Dezember 1923 konnte die West Virginia in Dienst gestellt werden. Sie wurde sofort der Atlantikflotte zugeordnet und war ab 1924 das Flaggschiff des Befehlshabers der Schlachtschiffe.
In dieser Zeit gewann sie diverse Auszeichnungen bei verschiedensten Übungsschießen.
1926 machte sie eine Weltreise und wurde im Frühling 1939 der Pazifikflotte zugeteilt, da man davon ausging, dass es mit Japan in absehbarer Zeit zu einem Krieg kommen könnte.

### Angriff auf Pearl Harbor

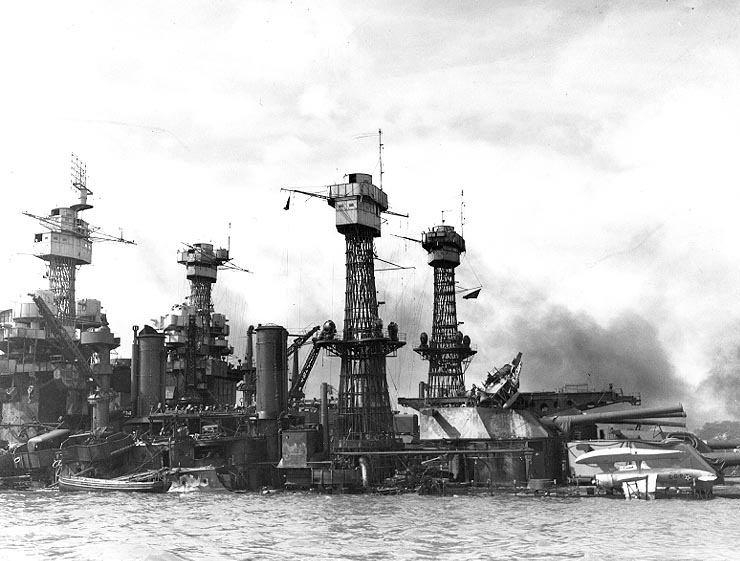
West Virginia nach dem japanischen Angriff auf Pearl Harbor neben der USS Tennessee

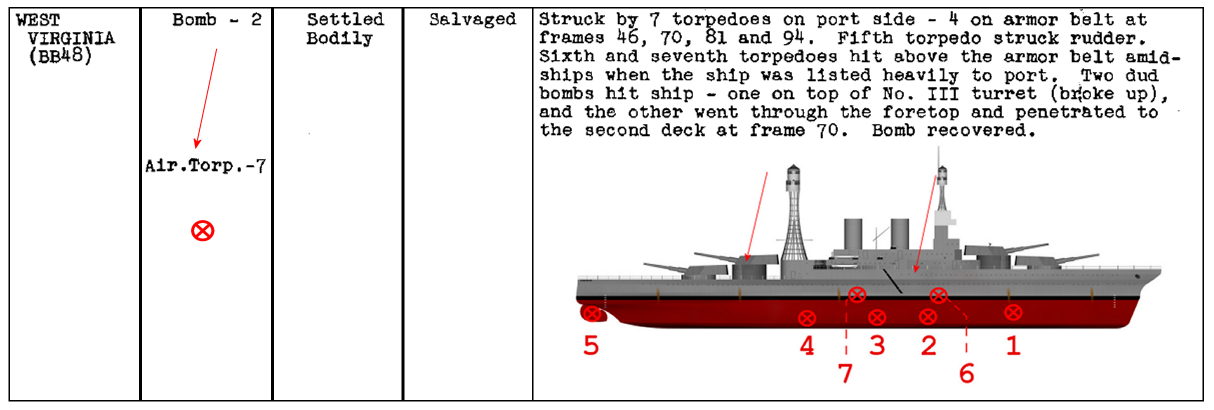
Trefferlage auf der West Virginia

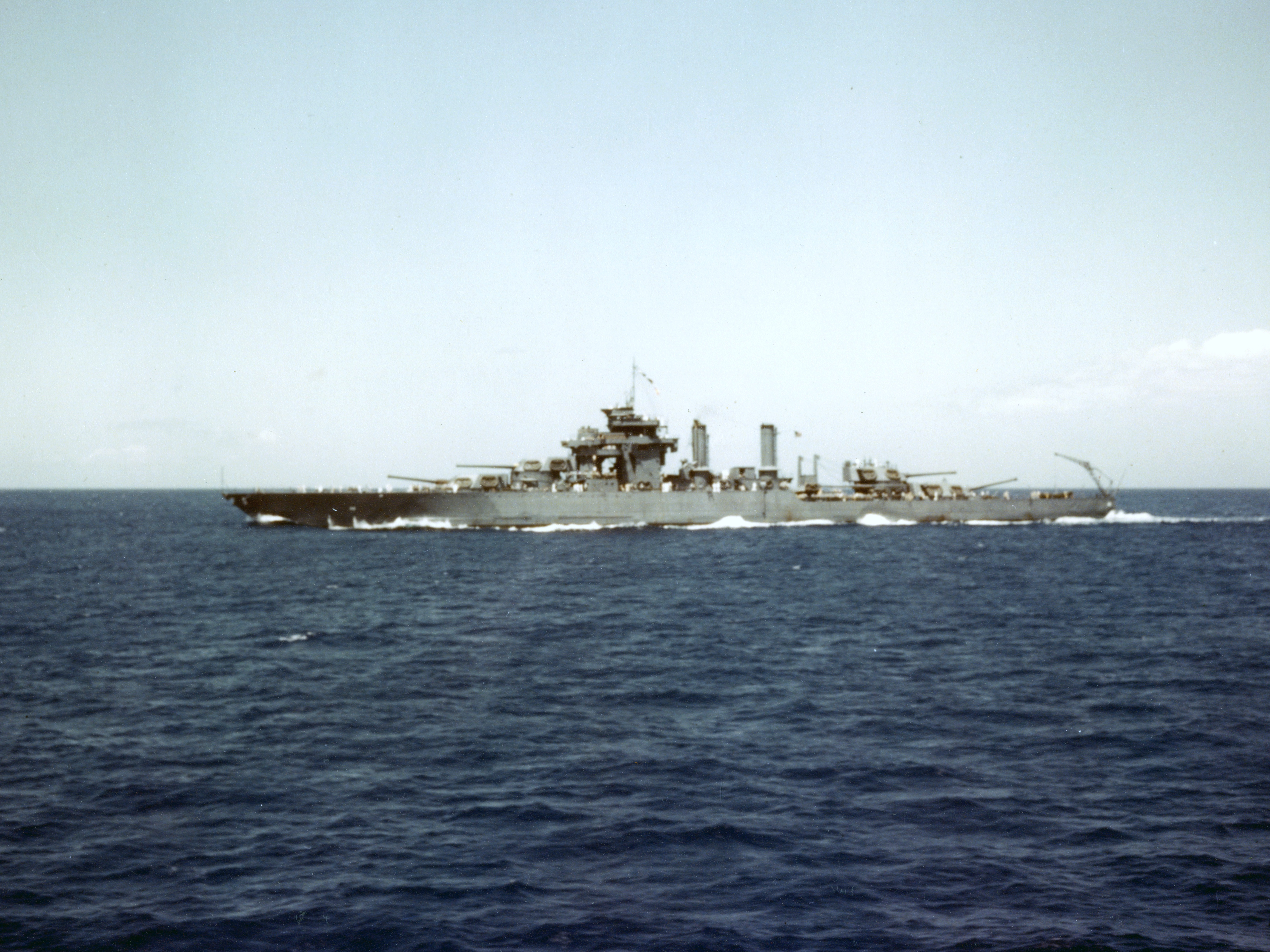
West Virginia auf dem Weg zur US-amerikanischen Westküste, um grundlegend renoviert zu werden

Beim japanischen Angriff auf Pearl Harbor am 7. Dezember 1941 lag die West Virginia im Hafen neben dem Schlachtschiff Tennessee und wurde versenkt. Da der Hafen an dieser Stelle nicht sehr tief war, lag sie brennend auf ebenem Kiel im Hafenschlick.
Sie erhielt dabei mindestens sechs Torpedotreffer, eine Dosis, die selbst modernere Schlachtschiffe zum Sinken gebracht hätte, wie es zum Beispiel bei dem japanischen Superschlachtschiff Yamato 1945 der Fall war oder 1940 beim italienischen Schlachtschiff RN Littorio. Außerdem wurde sie von zwei Fliegerbomben getroffen, die zwar ins Schiff eindrangen aber nicht detonierten.
Captain Mervyn Sharp Bennion wurde lebensgefährlich verwundet, weigerte sich jedoch sein Schiff zu verlassen und gab weiterhin Anweisungen an die Mannschaften. Er wurde dafür posthum mit der Medal of Honor geehrt. Auch der Schiffskoch Doris Miller blieb auf dem Schiff und bekämpfte die angreifenden Flugzeuge, wofür er später als erster schwarzer Amerikaner mit dem Navy Cross ausgezeichnet wurde.

### Hebung und Wiederherstellung
In der ersten Jahreshälfte 1942 war man damit beschäftigt, die Lecks zu schließen und das Schiff zu heben. Nachdem es Mitte 1942 gehoben worden war, wurde es an die amerikanische Westküste zum Puget Sound Navy Yard geschleppt und dort in den Jahren 1942 bis 1944 grundlegend wiederhergestellt. Die Wiederherstellung des Schiffs war zwar wirtschaftlich nicht sinnvoll, doch der propagandistische Hintergrund zur Überwindung des Traumas von Pearl Harbor war weitaus wichtiger. Nur die Oklahoma und Arizona wurden nicht mehr hergestellt, da bei diesen Schiffen eine Wiederherstellung erst nach dem Ende des Krieges hätte abgeschlossen werden können.
Wie bei den Schiffen der Tennessee-Klasse wurden die Gittermasten komplett entfernt, die beiden Schornsteine zu einem Schornstein zusammengefasst, die Brückenaufbauten neu konstruiert im Stil der Schlachtschiffe der Iowa-Klasse, neue optische Entfernungsmesser eingebaut, Radar hinzugefügt und eine deutliche Verstärkung der Flugabwehrbewaffnung installiert, so dass das Schiff sein Aussehen grundlegend veränderte und für die neue Art der Seekriegsführung gerüstet war.
Im September 1944 konnte die West Virginia wieder an aktiven Einsätzen der Pazifikflotte teilnehmen.

### Kriegseinsätze

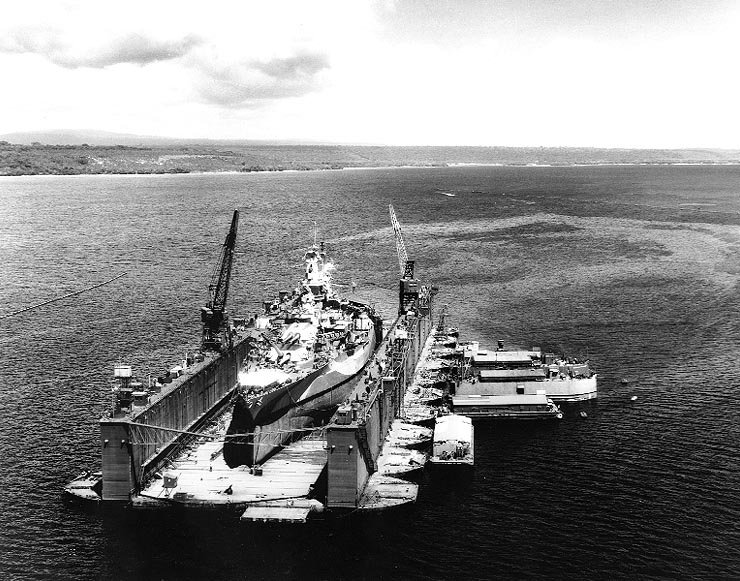
West Virginia im mobilen Schwimmdock um Beschädigungen nach einer Grundberührung am 21. Oktober bei Leyte zu reparieren

Bis zur Kapitulation Japans nahm die West Virginia an verschiedensten Kampfeinsätzen der US Navy im Pazifik teil. Das waren unter anderem die See- und Luftschlacht im Golf von Leyte, die Schlacht um Iwojima und die Schlacht um Okinawa.
Im Golf von Leyte führte die West Virginia die Schlachtschifflinie an und war maßgeblich an der erfolgreichen Versenkung der japanischen Schlachtschiffe Yamashiro und deren Schwesterschiff Fusō beteiligt.
Am 29. November 1944 musste auch die West Virginia einen Kamikazetreffer hinnehmen und wurde dabei leicht beschädigt. Ihre umfangreiche Flugabwehrbewaffnung half ihr dabei, dass einige Kamikaze-Flieger an ihrem Vorhaben gehindert werden konnten.
Ihre Hauptaufgabe war es, während der Inseleinnahmen den Landungsstreitkräften Deckungsfeuer zu geben und durch diesen Landbeschuss den japanischen Widerstand zu brechen.

### Nach dem Krieg bis zur Verschrottung
Direkt nach dem Krieg wurde die West Virginia nach San Diego verlegt, um dort als Attraktion des Navy Day besichtigt zu werden.
Daraufhin übernahm sie den Rücktransport von Veteranen aus dem Pazifik von Hawaii an die amerikanische Westküste. Im Jahre 1946 verlegte sie dann nach Bremerton und Seattle und wurde dort außer Dienst gestellt und gehörte zur Reserve der amerikanischen Pazifikflotte.
1959 wurde sie endgültig aus dem Schiffsregister der US Navy gestrichen und zum Abwracken nach New York verkauft. Bis 1962 wurde das Schiff komplett abgewrackt, die Schiffsglocke befindet sich heute im West Virginia State Museum. Der Mast der West Virginia sowie die Schiffsglocke des gleichnamigen Panzerkreuzers USS West Virginia (ACR-5) sind am Memorial Plaza auf dem Campus der West Virginia University in Morgantown ausgestellt.

## Auszeichnungen
Während des Krieges, dessen Hauptteil das Schiff durch seine Wiederherstellung nicht mitmachen konnte, wurden West Virginia fünf Battle Stars verliehen.